# 褐圓盾介殼蟲
褐圓盾介殼蟲（学名：Chrysomphalus aonidum）又名褐圆金顶盾蚧，为盾介殼蟲科褐圓盾介殼蟲屬下的一个种。